# Гірнича промисловість Малі
Гірнича промисловість Малі
Мінерально-сировинний сектор економіки включає головним чином видобуток золота та алмазів.

## Золото
Століття тому, золото зробило королівство Малі одною з найбагатших країн Африки. Найбільш відомими були родовища Бамбоук (Bambouk), Тімбутку (Timbuktu), золото з них вивозилося до Європи. 
У середині 1990-х років між рядом компаній розвернулася боротьба за право провести розвідку родовищ золота в районі Каєс. Відомі родововища золота — Калана, Бананкоро та ін. можна розробляти кар'єрами з одержанням декількох тонн золота на рік. Видобувають золото у декількох районах Малі. Сьогодні золото відіграє важливу роль в економіці країни. Видобуток золота в Малі зріс за період 1995–2001 рр. з 6 тонн до 41 тонн на рік. Золотовидобуток в 2001 забезпечували чотири великих продуцента — копальні Моріла, Садіола, Ятела, Сіама і численні старателі.
Компанії Randgold і AngloGold в 2000 р. ввели в експлуатацію золотодобувне підприємство Моріла (Morila) в південному Малі з проектною продуктивністю по видобутку і переробці руди 250 тис. т/місяць і вилученню золота 13060 кг/рік. Термін експлуатації підприємства оцінюється в 14 років зі середніми касовими експлуатаційними витратами на видобуток 1 г золота 4,4 дол. Запаси золота в гірському відведенні підприємства Randgold Resources на 1999 р становили 161,7 тонн [World Gold (Gr. Brit.). — 2000. — 3, 3. — Р. 7]. Копальнею Моріла (Morila) спільно володіють AngloGold (40%), Randgold Resources Ltd. (40%) і власне держава (20%). Рудник дав у 2001 році 630825, а в 2002–663 939 унцій золота. У грудні 2001 р запаси були оцінені в 4.3 млн унцій, а ресурси в 6 млн унцій. Вміст золота в руді 3,77 г/т. [Mining J. — 2000. — 334, 8582. — P. 380–381].
Компанія Randgold Resources Ltd. також продовжує експлуатацію підприємства Сіама (Syama), на якому в I кварталі 2000 р. в порівнянні з IV кварталом 1999 р. переробка руди була збільшена на 16% до 565 тис. тонн і вилучення золота на 36% до 1546 кг зі зниженням касових експлуатаційних витрат на 30% до 9,61 дол./г [Mining J. — 2000. — 334, 8582. — P. 380–381]. На руднику Сіама (Syama) в 2001 р видобуто 2.1 тонн (67 000 унцій) золота. Запаси в грудні 2000 були оцінені в 51.6 млн тонн руди з вмістом золота 3.2 г/т, запаси металу 165.1 тонн (5.2 млн унцій).
Копальнею Садіола (Sadiola) в західному Малі володіють компанії AngloGold і IAMGOLD Corp. (по 38%), уряд Малі (18%), International Finance Corp. (6%). Золото на копальні Sadiola почали видобувати в 1997, накопичений видобуток до 2001 — 2.6 млн унцій. У 2001 тут видобуто 536 047 унцій золота. Запаси на грудень 2001 — 33.5 млн тонн руди з вмістом золота 3.2 г/т, загальні запаси металу 106.6 тонн (3.4 млн унцій). Ресурси — 169.4 тонн (5.5 млн унцій) золота.
Копальня Ятела (Yatela) розташована за 25 км на північ від рудника Садіола. Рудником спільно володіють AngloGold (40%), IAMGOLD (40%) і уряд Малі (20%). Рудник відкритий у липні 2001 і до кінця року виробив 130 948 унцій золота. Запаси на грудень 2001 р були 43.6 тонн (1.4 млн унцій) золота, руда містить 3.6 г/т золота. Ресурси — 50.3 тонн (1.6 млн унцій) золота плюс додаткових 13.0 тонн (0.4 млн унцій) золота. На підприємстві за 5 планових років роботи передбачається видобути 37,3 тонн золота [World Gold (Gr. Brit.). — 2000. — 3, 3. — Р. 7].
Компанія Nevsun Resources Ltd. планує розробку золотоносного родовища Табакото (Tabakoto) відкритим способом. Розробка родов. кар'єром триватиме 5 років (починаючи з 2003) за які буде видобуто 16.35 тонн золота (за сприятливих обставин — до 20 тонн). Вилучення золота з руд — до 96% [Mining Journal. 2002. V.339, № 8709].

## Алмази
У країні добуваються алмази, але їх офіційний видобуток за оцінками менший за експорт. Тому Малі віднесене до категорії «сенситивних» щодо експорту алмазів, тобто країн до яких потрібна підвищена увага. Країнам-імпортерам рекомендовано ретельно перевіряти експортні документи на алмази з цих країн і у разі виникнення сумнівів в походженні алмазів затримувати їх для перевірки.

## Інші корисні копалини
До кінця ХХ століття розвідані запаси бокситів, міді, залізняку, марганцю і урану практично не розроблялися.